# Goya (Ausstellung)

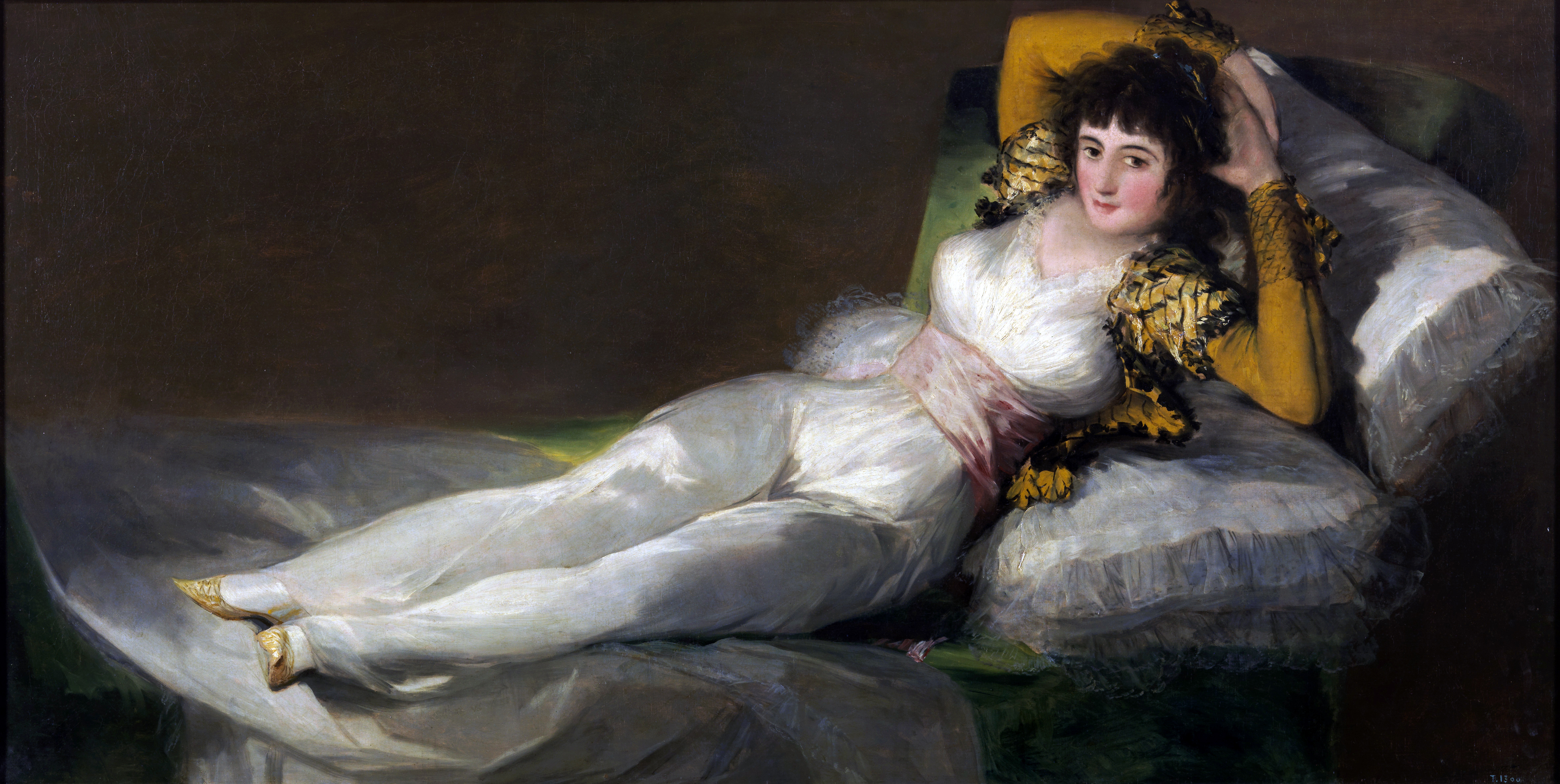
Die bekleidete Maja. Dieses Gemälde war auch auf dem Ausstellungsplakat abgebildet.

Goya war eine Sonderausstellung in der Fondation Beyeler in Riehen. Sie lief vom 10. Oktober 2021 bis 23. Januar 2022.

## Über die Ausstellung
Seit 2006 war diese Schau nach Wien und Berlin die dritte Sonderausstellung, die sich dem spanischen Maler und Grafiker Francisco de Goya widmete. Sie entstand in Zusammenarbeit mit dem Museo Nacional del Prado in Madrid. Der Anlass war der 275. Geburtstag des Künstlers.

## Eröffnung
Eröffnet wurde diese Sonderausstellung am 8. Oktober 2021 in Anwesenheit der spanischen Königin Letizia von Spanien. Anwesend waren der Basler Regierungspräsident Beat Jans und der spanische Kulturminister Miquel Iceta.

## Exponate
Zu sehen waren rund 200 Exponate. Darunter waren zuvor noch nie gezeigte Gemälde, die teils aus Privatsammlungen stammen.